# Alfredo del Águila
Alfredo del Águila (Cidade do México, 3 de janeiro de 1935 – 26 de julho de 2018) foi um futebolista mexicano que atuava como  meia.
Defendeu os clubes Toluca e América.
Pela Seleção Mexicana competiu na Copa do Mundo FIFA de 1962.